# Ernest Hamy

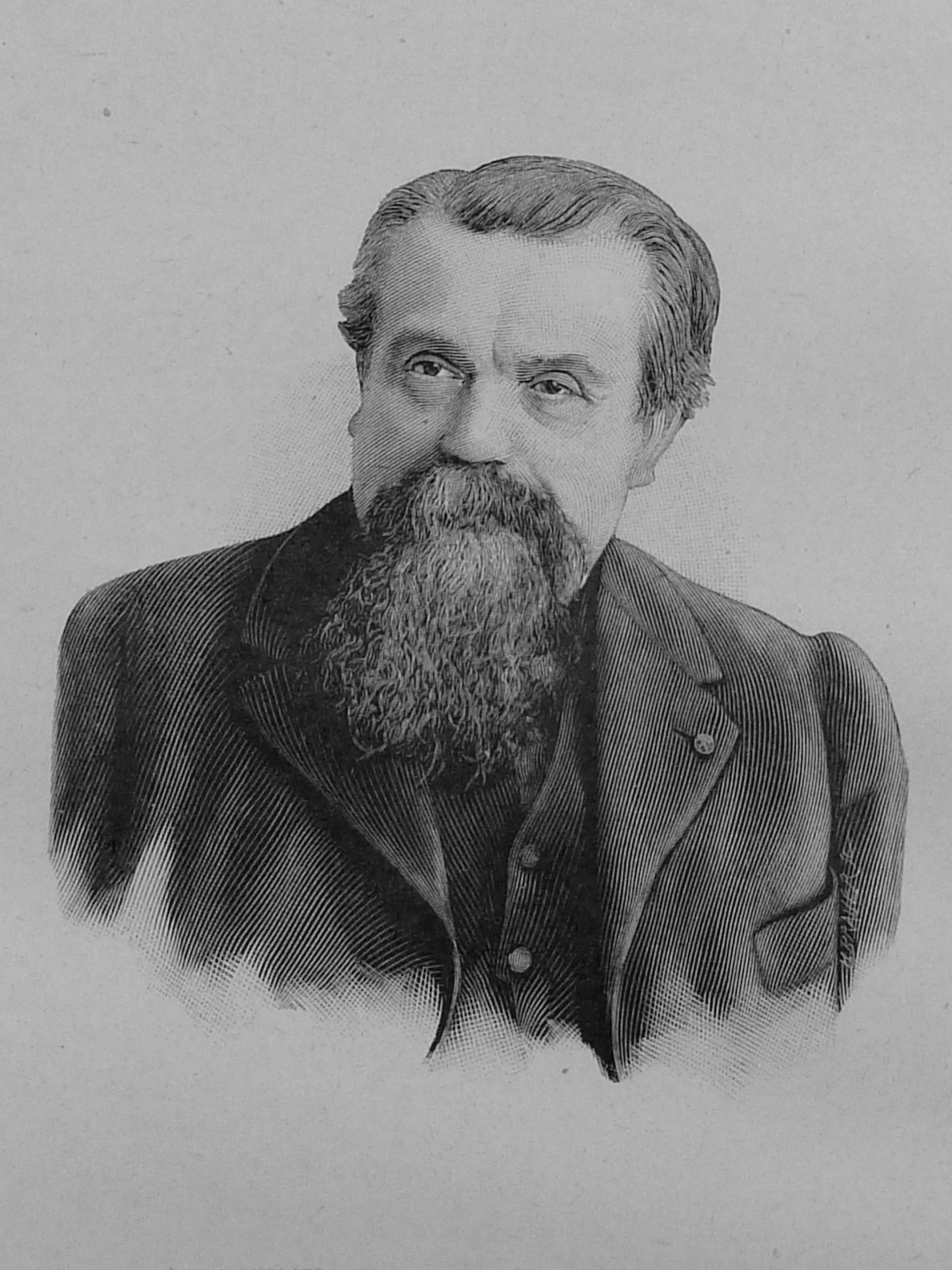
Ernest-Théodore Hamy, 1908

Ernest Théodore Hamy, auch Théodore Jules Ernest Hamy (* 22. Juni 1842 in Boulogne-sur-Mer; † 18. November 1908 in Paris), war ein französischer Anthropologe und Ethnologe. Seit 1890 war er Mitglied der Académie des Inscriptions et Belles-Lettres.

## Anthropologe
Nach Erlangung seines Doktorgrades der Medizin 1868 in Paris interessierte er sich zunehmend für Anthropologie und wurde 1872 Mitarbeiter des Muséum national d’histoire naturelle. 1892 wurde er dort auf den Lehrstuhl für Anthropologie berufen. Bedeutend war seine Beteiligung an der anthropologischen Beschreibung des Cro-Magnon-Menschen in den Jahren 1874 und 1877.

## Ethnologe
Parallel zu seinem Interesse für die Anthropologie war er in Frankreich einer der Mitbegründer der Ethnologie. Schon bei der Weltausstellung 1867 beteiligte er sich an der Organisation ethnologischer Exponate aus Ägypten. Im Jahre 1878 beschloss das Parlament die von ihm mit angeregte Gründung des Musée d’Ethnographie du Trocadéro (heute: Musée de l’Homme) in Paris. Hamy leitete das Museum ab seiner Gründung 1880 bis zu seinem Lebensende.

## Werke
- Précis de paléontologie humaine (1870)
- Crania Ethnica mit A. de Quatrefages (2 Bände, 100 Tafeln, 1875–82)
- Jean Louis Armand de Quatrefages & Ernest Hamy: L'Espèce humaine (1877)
- Les Origines du musée d'ethnographie (1890)

## Belege
1. ↑  Mitglieder seit 1663. Académie des Inscriptions et Belles-Lettres, archiviert vom Original am 19. Januar 2022; abgerufen am 14. Januar 2021 (französisch).
2. ↑  Jean Louis Armand de Quatrefages, Ernest Hamy: La race de Cro-Magnon dans l’espace et dans le temps. In: Bulletins de la Société d’Anthropologie de Paris. Band 9, 1874, S. 260–266.
3. ↑  Jean Louis Armand de Quatrefages, Ernest Hamy: L’Espèce humaine. Librairie Germer Baillière et Cie, Paris 1877.

| Personendaten    | Personendaten                                    |
| ---------------- | ------------------------------------------------ |
| NAME             | Hamy, Ernest                                     |
| ALTERNATIVNAMEN  | Hamy, Théodore Jules Ernest (vollständiger Name) |
| KURZBESCHREIBUNG | französischer Anthropologe und Ethnologe         |
| GEBURTSDATUM     | 22. Juni 1842                                    |
| GEBURTSORT       | Boulogne-sur-Mer                                 |
| STERBEDATUM      | 18. November 1908                                |
| STERBEORT        | Paris                                            |